# Tần Hiếu công
Tần Hiếu công (chữ Hán: 秦孝公, sinh 381 TCN, trị vì 361 TCN-338 TCN) hay Tần Bình vương (秦平王), tên thật là Doanh Cừ Lương (嬴渠梁), là vị vua thứ 30 của nước Tần - chư hầu của nhà Chu trong lịch sử Trung Quốc.
Doanh Cừ Lương là con trai của Tần Hiến công, vua thứ 29 của nước Tần. Năm 361 TCN, Tần Hiến công qua đời, Cừ Lương lên nối ngôi tức là Tần Hiếu công.

## Thu hút nhân tài
Lúc đó tại trung nguyên nổi lên 6 chư hầu mạnh là Tề, Sở, Yên, Hàn, Triệu, Ngụy. Nước Tần giáp ranh với nước Sở và Ngụy, nhưng nằm tại đất Ung hẻo lánh nên không tham gia được vào các hội minh ở trung nguyên và bị các nước coi là Di Địch.
Sau đời Tần Lệ Cung công, nước Tần đã suy yếu do các cuộc tranh chấp quyền lực. Nước Ngụy lúc đó đang cường thịnh, cũng hay đem quân quấy nhiễu, chiếm đất Tây Hà. Khi cha ông là Tần Hiến công lên ngôi đã an định biên cương, thiên đô đến Hàm  Dương, mở ra thời kì mới cho nước Tần.
Sau khi lên ngôi, Tần Hiếu công quyết tâm khôi phục lại vinh quang cho nước Tần như thời Tần Mục công. Ông ra sức thi hành ân đức, thu phục nhân tài để phát triển đất nước lớn mạnh; ông xuống chiếu cầu người tài giúp nước Tần, viết rằng:
"Đời Mục công nước ta, hùng bá chư hầu, đông dẹp loạn nước Tấn, tây đánh Nhung Địch, chư hầu đều phục. Đến đời sau, từ Lệ công, Táo công, Giản công, Xuất tử, quốc gia suy nhược, Tam Tấn thừa thế tấn công, chiếm mất đất Tây Hà, chư hầu đều khinh Tần. Đến khi Hiến công lên ngôi, an định biên cương, phục hồi lại đất đai của Mục công năm xưa, lập lại pháp lệnh. Quả nhân thừa kế ý chỉ của tiên công, ngày đêm tính kế chấn hưng đất nước, các tân khách và triều thần ai có mưu kế gì lạ làm cho nước Tần được cừơng thịnh thì quả nhân xin dùng làm đại thần và phong cho đại ấp".

## Thi hành biến pháp của Thương Ưởng
Có người nước Vệ là Công Tôn Ưởng, trước sang Ngụy nhưng không được Nguỵ vương tin dùng, nghe Tần Hiếu công cầu người hiền tài, bèn đến nước Tần, thông qua đại phu Cảnh Giám để vào yết kiến Hiếu công. Lần đầu tiếp kiến, Thương Ưởng tiên lấy đế đạo và vương đạo giảng cho Hiếu công nhưng ông không thích nghe. Thương Ưởng lại lấy bá đạo nói với Hiếu công, Hiếu công mới chịu là Thương Ưởng có tài, phong làm Tả thứ trưởng, cho nắm quyền chính và hết mực tin dùng.
Theo ý kiến của Ưởng, Hiếu công quyết tiến hành biến pháp, nhưng các quý tộc phản đối quyết liệt, tranh luận khắp nơi. Năm 359 TCN, Thương Ưởng ban lệnh pháp lệnh Chú trọng nông nghiệp, ức chế thương nghiệp tước bớt đặc quyền của quý tộc, quan lại, thống nhất tô thuế. Dù Cam Long và Đỗ Trí phản đối đề nghị này, cuối cùng Hiếu công vẫn cho thi hành biến pháp Vệ Ưởng.
Năm 356 TCN, Tần Hiếu công theo đề nghị của Thương Ưởng, thi hành biến pháp đầu tiên trong nước, nội dung chủ yếu là cải cách　chế độ hộ tịch, quân sĩ phải làm theo binh pháp, phế trừ chế độ thế khanh, chú trọng nông nghiệp, ức chế thương nghiệp, cải cách pháp lệnh.
Năm 350 TCN, Tần Hiếu công lại thi hành biến pháp Thương Ưởng, quy định: phế ruộng tư, tất cả ruộng đất do nhà nước kiểm soát, thống nhất đo lường, thực hiện chế độ hộ khẩu、 ban hành pháp luật, buộc dân phải nghe theo không được bàn luận về pháp lệnh mới
Ban đầu, người dân nước Tần chưa quen bị pháp luật siết chặt nên lấy làm khổ, nhưng sau 3 năm thi hành, họ thấy tân pháp tiện dùng. Nước Tần trở nên giàu mạnh. Tần Hiếu công bèn thăng Vệ Ưởng làm Tả thứ trưởng.

## Mở mang bờ cõi, bá chủ chư hầu
Từ khi chưa thi hành biến pháp Thương Ưởng, Tần Hiếu công đã thực hiện nhiều hoạt động quân sự nhằm mở rộng lãnh thổ.
Năm 361 TCN, Tần Hiếu công phái hai đạo quân, phía đông đánh Thiểm thành (nay là Thiểm Tây) của nước Hàn, phía Tây đánh Tây Nhung, giết lãnh chúa tộc này là Nguyên Vương. Năm 360 TCN, Chu Hiển Vương sau sứ đến chúc mừng vua Tần.
Những cải cách của Thương Ưởng nhanh chóng làm nước Tần hùng mạnh, bách tính sung túc. Năm 358 TCN, Tần đánh bại nước Hàn ở Tây Sơn. Năm 357 TCN, Sở Tuyên vương sai sứ sang lập liên minh với Tần. Năm 355 TCN, ông hội với Ngụy Huệ vương ở Đỗ Bình, mở đầu cho việc tiến vào trung nguyên.
Năm 344 TCN, Chu Hiển vương lại sai sứ phong cho Tần Hiếu công làm bá chủ, các nước đều đến chúc mừng. Năm 348 TCN, Hàn Chiêu hầu đích thân sang triều kiến nước Tần. Năm 342 TCN, Hiếu công sai thái tử Tứ vào triều kiến Chu Hiển vương.
Năm 342 TCN, nhiều nước chư hầu sai sứ đến mừng Tần Hiếu công. Ông sai công tử Thiếu Quan dẫn quân đi hội chư hầu tại Phùng Trạch và triều kiến Chu Hiển vương.
Tây Hà vốn là đất nước Tần đã lấy của nước Tấn từ đời Tần Mục công, nhưng sau đó Ngụy thừa cơ Tần nảy sinh nội loạn đem quân chiếm lấy, đời Tần Hiến công đã nhiều lần cho quân đánh Tây Hà. Năm 340 TCN, Hiếu công sai Thương Ưởng đi đánh Tây Hà. Khi tướng Ngụy là công tử Ngang đến nơi Thương Ưởng gửi thư mời đến uống rượu lừa rằng sẽ uống rượu ăn thề bãi binh. Công tử Ngang đến, Thương Ưởng liền cho vây bắt rồi đem quân đại phá quân Ngụy. Ngụy Huệ vương đánh sai sứ đến giảng hòa, dâng đất Tây Hà cho Tần. Từ đó, kinh đô An Ấp của nước Ngụy bị nước Tần áp sát, do đó vua Ngụy phải thiên đô về Đại Lương để tránh thế mạnh của nước Tần.
Năm 338 TCN, quân Tần lại đánh thắng Ngụy tại Nhạn Môn, bắt sống tướng Ngụy Thác.

## Qua đời
Năm 338 TCN, Tần Hiếu công qua đời, ông ở ngôi 24 năm, thọ 44 tuổi. Con ông là Doanh Tứ nối ngôi tức Tần Huệ Văn công. Các cải cách được thi hành từ thời ông đã giúp để đặt một nền tảng lớn mạnh cho việc thống nhất Trung Quốc của Tần Thủy Hoàng sau này.
Tần Hiếu công cũng là vị công tước cuối cùng của Tần, và đến thời con ông Huệ Văn công, Tần đã bỏ tước công để xưng vương.